# Клавдий Силван
Вижте пояснителната страница за други личности с името Силван.
Клавдий Силван (на латински: Claudius Silvanus) е узурпатор в Галия през 355 г. и за 28 дена римски геген-император.
Силван е роден в Галия и е син на Бонит, който е офицер от франкски произход, и през 324 г. magister militum при Константин Велики.
Служи при узурпатора Магненций. Преди битката при Мурса (351 г. в Панония) той отива като трибун при Констанций II.
Става още доста млад magister militum и през 352/353 г. Констанций II го изпраща в Галия, за да прогони нахлулите германи отново зад Рейнската граница.
На 11 август 355 г. Силван се провъзглася за император в Colonia Agrippina (Кьолн). Констанций назначава Урсицин на неговото място като magister militum, който след 28 дни урежда убийството му чрез подкупени войници.
За узурпацията му пише Амиан Марцелин, който е свидел на събитието, понеже служи през това време при генерал Урсицин.